# Resident Evil 2 (videoigra 2019.)
Resident Evil 2 Remake je horor videoigra preživljavanja iz 2019. godine koju je razvio i objavio Capcom. Remake istoimene igre iz 1998. godine, objavljena je za Windows, PlayStation 4 i Xbox One 25. siječnja 2019. Igrači kontroliraju policajca novaka Leona S. Kennedyja i studenticu Claire Redfield dok pokušavaju pobjeći kroz Racoon City tijekom zombij invazije.
Capcom je prvi put razmišljao o prepravljanju Resident Evil-a 2 nakon objavljivanja remake-a prvog Resident Evil-a 2002. godine, ali je odgođen jer tvorac serije Shinji Mikami nije želio skrenuti razvoj s tada nadolazećeg Resident Evil-a 4 (2005). Capcom je najavio remake Resident Evil 2 u kolovozu 2015. i objavio prvu najavu i gameplay snimke na E3 2018.
Resident Evil 2 Remake dobio je priznanje kritike, uz pohvale za prezentaciju, igranje i vjernost originalu, te je nominiran za nekoliko nagrada, uključujući i igru godine. Od ožujka 2021. igra je prodana u više od 8,1 milijuna primjeraka, nadmašivši izvornika. 

## Igra
Resident Evil 2 je remake istoimene igre iz 1998. Za razliku od originala, koji koristi kontrole spremnika i fiksne kutove kamere, remake sadrži "preko ramena" igranje iz trećeg lica slično Resident Evil 4 i novijim igrama u seriji koje igračima omogućuju mogućnost kretanja dok koriste oružje slično Resident Evilu 6.
Režimi potpomognutih i standardnih poteškoća odstupaju od izvornika jer sadrže automatska spremanja i omogućavaju igračima da štede onoliko često koliko žele u sigurnim sobama. Ako igrač odluči igrati na poteškoći "Hardcore", igrači će morati sakupiti i upotrijebiti konačan broj vrpci s tintom kako bi spasili napredak igre, slično kao u originalnoj igri.
Dok istražuju policijsku postaju, igrači mogu pronaći i pokupiti predmete koji im mogu pomoći da prežive i pobjegnu. Određeni predmeti poput bilja i puška u prahu mogu se kombinirati kako bi se stvorili ljekoviti predmeti, odnosno streljivo. Predmeti se također mogu pregledati ima li tragova koji imaju pristup određenim područjima ili predmetima skrivenim tijekom igre i mogu se odbaciti nakon upotrebe.
Ukupna borba varira ovisno o poteškoći. Poteškoće uz pomoć omogućavaju pomoć u cilju i oporavak zdravlja, zajedno sa slabijim neprijateljima, dok jake poteškoće imaju jače neprijatelje i imaju rijetko streljivo koje igrači mogu pronaći. Borba će se također razlikovati ovisno o tome protiv kojih se igrača bori. Neprijatelji će općenito dolaziti nakon igrača nakon što ih uoče i mogu biti ubijeni ili osakaćeni kako bi ih usporili. Zombiji će pokušati provaliti u stanicu kroz prozore, ali mogu se zaustaviti ako su prozori prethodno obloženi daskama. Moraju se boriti protiv određenih neprijatelja da bi se napredovalo kroz igru i ne može ih se izbjeći.
Iako će Leon i Claire na početku svojih scenarija početi s pištoljima, svaki od njih ima različito oružje koje se može dobiti tijekom igre. Oružje se također može prilagoditi pronalaženjem i opremanjem dijelova pištolja koji će poboljšati njegove performanse. Pod oružje poput noževa i granata također se može naći i opremiti te koristiti za odbijanje neprijatelja koji se uhvate za igrača.
U određenim točkama u svakom scenariju, igrači će naići na Tiranina, B.O.W-a kojeg je Umbrella poslao da eliminira sve preživjele u policijskoj postaji i pokušat će ubiti igrača kad naiđe. Tiranina nije moguće ubiti, iako ga oružje može omamiti ili usporiti. Iako igrači mogu izbjeći tiranina, on će neprestano pretraživati stanicu, osim sigurnih soba i određenih područja policijske postaje.
Kao i u igri iz 1998. godine, remake Resident Evil 2 nudi mogućnost igranja glavne kampanje kao Leon S. Kennedy, početnički policajac prvog dana, ili Claire Redfield, studentica i sestra originalnog protagonista Chrisa. Ovisno o igračevom izboru, glavna priča doživjet će se s varijacijama podzapleta, pristupačnih područja, dostupnih predmeta, oružja i posljednje bitke sa šefom. Također kao i original, obje kampanje imaju sporedni lik koji se može igrati za jedan dio igre. Igrači kontroliraju misterioznu Adu Wong u Leonovoj priči, čiji segment uključuje hakiranje elektroničkih uređaja, i mladu djevojku Sherry Birkin u Claireinoj priči, čiji se segment usredotočuje na nevidljivost.
Slično značajci "Scenarij B" u originalnoj igri, pobjedom u glavnoj kampanji prvi put se otključava opcija igranja kroz "2. pokretanje" kao drugi protagonist. 2. pokretanje varijacija je glavne kampanje koja dodaje dodatni sadržaj za uokvirivanje drugog prolaska koji se istodobno događa s prvim prolaskom. Na primjer, glavni junak u 2. pokretu ući će u policijsku postaju s drugog ulaza i pronaći nekoliko vrata koja je glavni junak već otključao iz prvog prolaska. Završetak drugog trčanja također je potreban da biste doživjeli istinski kraj glavne kampanje. Odabir scenarija "Nova igra" za odabrani lik omogućava igračima da započnu sa zadanim učitavanjem predmeta s predmetima koje su prvi put igrali u igri.
Remake vraća minigame "The 4th Survivor" i "The Tofu Survivor" prisutne u originalu iz 1998. godine, a otključavaju se nakon završetka načina 2. pokretanja. "Četvrti preživjeli" prati operativca Umbrella Corporation Hunka i zahtijeva da igrači putuju iz kanalizacije u vanjsku stranu policijske uprave dok se suočavaju s velikim brojem neprijatelja. "Preživjeli tofu" prikazuje isti scenarij, ali zamjenjuje Hunka antropomorfnim tofuom naoružanim samo noževima. Verzija remakea "The Tofu Survivor" također dodaje likove koji se mogu otključati Konjac, Uirō-Mochi, Flan i Annin Tofu, koji svi imaju jedinstveno učitavanje predmeta. 

## Radnja

### Početak
Igra je smještena u Raccoon City-u u rujnu 1998, dva mjeseca nakon događaja Resident Evil. Većina građana pretvorena je u bezumne zombije, zbog izbijanja virusnog bio oružja poznatog kao T-virus, kojeg proizvodi Umbrella Corporation. Igra započinje na benzinskoj crpki izvan grada, gdje policajac novak Leon S. Kennedy (glas Nicka Apostolides) upoznaje studenticu Claire Redfield (glas Stephanie Panisello), koja traži svog brata Chrisa.
Nakon razdvajanja nakon prometne nesreće, Leon i Claire dogovore se da se nađu u gradskoj policijskoj upravi. Zgrada je napadnuta zombijima i drugim čudovištima, uključujući "Tiranina", koji je poslan da lovi i ubije preživjele. Bića i razne prepreke sprečavaju Leona i Claire da se stvarno ponovno okupe jer su prisiljeni pronaći način da pobjegnu iz grada. Leon i Claire stići će na stanicu u različito vrijeme, ovisno o scenariju.

### Clairein scenarij
U Strojevima, Claire susreće Sherry Birkin (Eliza Pryor), mladu djevojku koju progoni monstruozno stvorenje. U garaži policijske postaje, korumpirani šef policije Brian Irons (Sid Carton) otima Sherry i zaključava je u napušteno sirotište. Claire uskoro dobiva poziv od Ironsa da zamijeni Sherry za privjesak koji joj je pao tijekom otmice, prijeteći da će ubiti djevojčicu ako se Claire ne povinuje. Claire nevoljko pristane to učiniti.
Sherry pokušava sama pobjeći, no Irons je ubrzo stjera u kut. Prije nego što joj Irons može naštetiti, vraća se stvorenje koje je progonilo Sherry i ugrađuje joj G-embrij. Kad Claire stigne spasiti Sherry, ličinka izbije iz prsa Ironsa i ubije ga. Dok Claire i Sherry pokušavaju otići, tiranin stiže i tjera njih dvojicu u dizalo, ali stvorenje koje uhodi Sherry ubija ga. Tada stvorenje pokušava napasti Claire i Sherry dok mutira, ali slučajno uzrokuje da dizalo padne u kanalizaciju. Claire ostane bez svijesti, a Sherry je prisiljena napustiti kako bi pobjegla.
Claire pronalazi Annette (Karen Strassman), Sherryna majka, koja otkriva da je stvorenje nakon Sherry William (Terence J. Rotolo), njezin suprug i Sherryin otac. Birkins su razvili G-virus za Kišobran; međutim, William ga je planirao prodati američkoj vojsci. Kišobran je poslao svoju paravojnu silu da mu oduzme rad, što je dovelo do toga da je William smrtno streljan. Da bi izbjegao smrt, William si je ubrizgao G-virus. Dok se William osvećuje vojnicima kišobrana, kanalizacijski štakori zaraženi razbijenim bočicama T-virusa prenose svoju infekciju u Raccoon City. Sada bezumna mutirajuća zvijer, G-virus tjera Williama da zarazi Sherry, budući da je najbliža genetska podudarnost s Williamom, a time i najprikladniji domaćin za širenje zaraze.
Claire pronalazi Sherry zarobljenu u kompaktoru smeća od strane Annette. Došavši do nje, međutim, Sherry se razboli. Annette shvati da je William već zarazio Sherry i da je Claire odvede u kišobranski laboratorij zvan NEST, gdje se čuva cjepivo. Kad je tamo, Claire koristi Sherryjev privjesak za otključavanje cjepiva, ali William napada nakon ponovne mutacije. Claire šalje Annette da primijeni cjepivo dok se ona bori protiv Williama. Nakon što ga je naizgled ubila, Claire se ponovno sastaje s Annette, koja je uspjela izliječiti Sherry prije nego što je umrla od unutarnjih ozljeda. Sherry suzno oprašta majku. Dok objekt provodi protokol samouništenja, Claire i Sherry kreću do vlaka za evakuaciju. William se ponovno vraća, sada mutiran u puno veće čudovište, i Claire ga pobjeđuje baš kad se vlak priprema za polazak. Nakon ukrcaja, Claire tamo otkriva i Leona.

### Leonov scenarij
Leona od zaraženog psa spašava agentica FBI-a Ada Wong (Jolene Andersen) u Parking garaži. U ćelijama za zadržavanje pronalaze izvjestitelja Bena Bertoluccija; zatvorio Irons zbog istrage Kišobrana. Dok Ben pokušava uvjeriti Leona da ga pusti, tiranin ubija Bena. Pokušavajući pobjeći iz policijske postaje, Leona presretne Tiranin, ali ga opet spasi Ada. Leon se obvezao da će pomoći Adi doći do uzorka G-virusa kako bi dokazao Umbrellinu korupciju.
U kanalizaciji Annette Birkin zaseda par i puca na Adu; Leon uzme metak i onesvijesti se. Ada progoni Annette, ali je sruše u kompaktor smeća. Leon je spasi i oni se žičarom spuštaju u NEST, gdje Ada ljubi Leona.
Ozlijeđena Ada traži da Leon uzme uzorak G-virusa. U Birkinovom laboratoriju Leon dobiva uzorak, ali ga napada sada mnogo smrtonosniji William. Annette ga pokušava ubiti, ali je smrtno ranjena. Leon pobjeđuje Williama i naginje Annette, koja tvrdi da je Ada plaćenica i da će virus prodati najvišoj ponudi.
Leon se suočava s Adom kako započinje protokol samouništenja u laboratoriju, gdje ona priznaje da je plaćenica. Ada zahtijeva uzorak G-virusa od Leona puškom, ali Annette puca u Adu prije nego što je podlegla ozljedama. 